# إبراهيم النبوي الحائري الاسترابادي
إبراهيم النبويّ الحائري الجرجاني الاسترآبادي عالم دين شيعي ولد عام 1318 هـ وتوفي عام 1396 هـ في بلدة كركان الإيرانية.

## نسبه
هو السيّد إبراهيم بن السيّد محمّد رضا  صدر بن السيّد محمّد أمين - الشهير بآقاملاّ - بن أمير فخر الدين بن أمير عبد الله بن أمير كمال الدين، وينتهي بنسبة إلى الحسين بن علي [بحاجة لمصدر]و علي وفاطمة الزهراء والنبي محمد رسول الله صلى الله عليه وآله وسلم.

## نشأته العلميّة
ولد له في بلدة كركان المسمّاة بـ أستراباذ من مدن شمال إيران، عام 1276 ش- 1318 ق ونشأ فيها نشأة حتى أكمل دراساته الأوليّة فهاجر منها إلى كربلاء في 15 ربيع الأول 1345 هـ فحضر على أساتذتها وأساطين العلم فيها، عاكفاً على طلب العلم واكتساب الفضيلة، وذلك في زمن آية الله العظمى السيد حسين القمي الطباطبائي. أقام في حوزة كربلاء قرابة 23 عاماً منتهلاً من معين أهل البيت(عليهم السلام) ومتزوّداً من علومهم الجليلة، عاد إلى إيران عام 1324 ش لأداء مهامه الدينيّة، والقيام بشؤون الموقوفات التابعة لـ الإمام الرضا () حيث كان الواقف لها والمتولّي عليها.

## أعماله الخيرية
جاء في كتاب (علماء كركان) في ترجمته ما يلي: "„كان السيد إبراهيم الحائري مثلاً سامياً للعالم العامل في سبيل الله، المعرض عن الدنيا وزخرفها، ونموذجا يقتدى به في الزهد والاعراض عن الدنيا حيث اوقف جميع ما كان يملكه من أراض وعقار لله تعالى وعنون ذلك الوقف على زوّار الإمام الرضا() ليكون ذلك صدقةً جارية لاينقطع بها عمله ولا زالت موقوفاته ينتفع منها وتؤتي ثمارها كل حين باذن ربها. وكان شديد الولاء والحبّ اهل البيت (عليهم السلام) محافظاً على تعاليمهم وآدابهم، سائراً على خطاهم ونهجهم“"
ومما عرف عنه في حبه لاهل البيت عليهم السلام انه كان يتعهّد مزارات أبناء الأئمة (عليهم السلام) في أطراف كركان، ويتفقد وضع المزار فيرفع النقص ما استطاع إلى ذلك سبيلا وكان يتألّم كثيراً إذا شاهد مزار أحد أبناء الأئمّة (عليهم السلام) على حال غير مناسب، ولم يكن يكتفي بالتألّم بل كان يكتب إلى العلماء وأهل الخير والوجهاء، فيحثّهم على تحسين وضع المزار بنحو لائق ومناسب بمقام أهل البيت عليهم السلام، ويتّضح ذلك من خلال رسائله التي وجهها إليهم في هذا لصدد، وقد ذكرت بنصها في كتابه (الموقوفات).

## مؤلّفاته
1 ـ موقوفات الرسول(صلى الله عليه وآله وسلم) والإمام الرضا() (فارسي) طبع في مطبعة الآداب النجف.
2 ـ راهنماى حج في أحكام الحجّ، ط ناصر خسرو، مطبعة محمّد علي علمي.

## عقبه
صاهر السيد إبراهيم الكركاني الحاج على الكهربائي الكربلائي الموسوي وخلّف بنتاً واحدة فقط وهي زوجة السيد محمد تقي الجلالي وقد كابدت هذه العلوية محنة فقده وما تلا ذلك من ظلم وإرهاب واضطهاد من قبل جلاوزة النظام الصدامي في العراق، وقد قامت برعاية أبنائها وهم في خدمة مذهب أهل البيت(عليهم السلام) خير قيام. وهو جدّ السيد قاسم الجلالي والسيد على الهادي الجلالي

## وفاته
ارتحل إلى ربّه سنة 1354 - ش 1396 ق في بلدة كركان ونقل جثمانه إلى بلدة قم وبعد إقامة مراسم التشييع والصلاة عليه، واروه الثرى في مقبرة (وادي السلام) في قم.